# Deniz Türüç
Deniz Türüç (Enschede, 29 de enero de 1993) es un futbolista neerlandés, nacionalizado turco, que juega en la demarcación de centrocampista para el Estambul Başakşehir F. K. de la Superliga de Turquía.

## Selección nacional
Tras jugar con la selección de fútbol sub-19 de Turquía, la selección de fútbol sub-20 de Países Bajos y la selección de fútbol sub-23 de Turquía, finalmente hizo su debut con la selección de fútbol de Turquía el 27 de marzo de 2017 en un partido amistoso contra Moldavia que finalizó con un resultado de 3-1 a favor del combinado turco tras los goles de Emre Mor, Ahmet Yılmaz Çalık y de Cengiz Ünder para Turquía, y de Radu Gînsari para Moldavia.

### Goles internacionales
| # | Fecha                    | Estadio                              | Oponente | Gol | Resultado | Competición                         |
| - | ------------------------ | ------------------------------------ | -------- | --- | --------- | ----------------------------------- |
| 1 | 10 de septiembre de 2019 | Estadio Zimbru, Chisináu, Moldavia   | Moldavia | 0-2 | 0-4       | Clasificación para la Eurocopa 2020 |
| 2 | 11 de noviembre de 2020  | Estadio BJK İnönü, Estambul, Turquía | Croacia  | 2-1 | 3-3       | Amistoso                            |

## Clubes
| Club                      | País         | Año       | Partidos | Goles |
| ------------------------- | ------------ | --------- | -------- | ----- |
| Go Ahead Eagles           | Países Bajos | 2017-2018 | 95       | 7     |
| Kayserispor               | Turquía      | 2018-2019 | 144      | 28    |
| Fenerbahçe S. K.          | Turquía      | 2019-2020 | 38       | 6     |
| Estambul Başakşehir F. K. | Turquía      | 2020-     | 209      | 29    |